# Hamburg (Iowa)
Hamburg è una città degli Stati Uniti d'America, situata nello Stato dell'Iowa, nella contea di Fremont.